# 列昂尼德·索洛维约夫
列昂尼德·尼古拉耶维奇·索洛维约夫，（俄语：Леони́д Никола́евич Соловьёв，1906年1月22日—1993年7月2日），苏联外交官、政治人物。先后担任过全苏工会中央理事会副主席、俄罗斯苏维埃联邦社会主义共和国最高苏维埃主席，苏联驻蒙古人民共和国特命全权大使、俄罗斯苏维埃联邦社会主义共和国外交部副部长等职务。

## 生平
- 1906年1月22日出生于诺夫哥罗德省博罗维奇的一个工人家庭。1926年毕业于诺夫哥罗德工业技术学校。
- 1926年-1928年，列宁格勒第185基洛夫机械厂工人。
- 1928年-1930年，苏联海军服役。1929年加入联共（布）。
- 1930年-1933年，列宁格勒第185基洛夫机械厂工长、高级工长、机械师。
- 1933年-1935年，列宁格勒水运工程学院学习。
- 1935年-1937年，列宁格勒第185基洛夫机械厂车间副主任、车间机械师。
- 1937年-1941年，重型机械工人工会中央委员会技术监察员。
- 1941年-1942年，列宁格勒第185基洛夫机械厂工会主席。
- 1942年-1944年，苏联工会中央委员会组织指导部长。
- 1944年3月-1954年6月，苏联工会中央委员会书记。期间，1948年-1954年6月，苏联工会中央委员会社会保险司司长。
- 1951年3月-1955年3月，俄罗斯苏维埃联邦社会主义共和国最高苏维埃主席。
- 1954年6月-1959年3月，苏联工会中央委员会副主席。
- 1959年3月-1963年10月，苏联工会中央委员会书记。
- 1963年11月-1968年2月，驻蒙古人民共和国特命全权大使。
- 1968年2月-1980年，俄罗斯苏维埃联邦社会主义共和国外交部副部长。
- 1980年起退休，享受莫斯科市联邦养老金待遇。
- 1993年7月2日于莫斯科逝世，享年87岁。葬于多尔戈普鲁德尼公墓。

索洛维约夫是苏共20、22-23大代表；第19-21届中央候补委员，第22-23届中央委员；第5-6届苏联最高苏维埃民族院代表，第3-4届俄罗斯苏维埃联邦社会主义共和国最高苏维埃代表。

## 荣誉
- 六次劳动红旗勋章（1945,1956,1957,1966.1,1966.12,1971）
- 各民族人民友谊勋章（1976）
- 保卫列宁格勒奖章